# العدن (جبلة)

تعديل مصدري - تعديل

العدن محلة تابعة لقرية الحجفة، التابعة لعزلة الثوابي بمديرية جبلة إحدى مديريات محافظة إب في الجمهورية اليمنية، بلغ تعداد سكانها 63 حسب تعداد اليمن لعام 2004.